# NGC 6092
NGC 6092 је двојна звезда у сазвежђу Северна круна која се налази на NGC листи објеката дубоког неба.
Деклинација објекта је + 28° 7' 34" а ректасцензија 16h 14m 4,5s. Привидна величина (магнитуда) објекта NGC 6092 износи 14,2.